# Lendak
Lendak (allemand : Landeck in der Zips ) est un village de Slovaquie situé dans la région de Prešov.

## Histoire
Première mention écrite du village en 1288.

## Démographie

### Évolution de la population
| Année:               | 1994. | 2004.    | 2014.    | 2024.   |
| -------------------- | ----- | -------- | -------- | ------- |
| Nombre de personnes: | 4018  | 4628     | 5153     | 5634    |
| Différence:          |       | +15,18 % | +11,34 % | +9,33 % |

| Année:               | 2023. | 2024.   |
| -------------------- | ----- | ------- |
| Nombre de personnes: | 5567  | 5634    |
| Différence:          |       | +1,20 % |